# Turkey Creek (Arizona)
Turkey Creek – jednostka osadnicza w Stanach Zjednoczonych, w stanie Arizona, w hrabstwie Navajo.